# 뷰로 (일본공산당)
뷰로(일본어: ビューロー, 영어: bureau)는 1924년(다이쇼 13년) 3월, 제1차 일본공산당의 해산 이후 잔무 처리를 위해 설치된 사무국 및 이듬해 1925년 8월에 공산당 재건을 목표로 결성된 그룹(재건뷰로)을 말한다.
잔무정리위원회로서의 뷰로 (1924년 3월-1925년 8월)
1924년 3월 "모리가사키 회의(森が崎会議)"에서 제1차 일본공산당의 해당이 결정되었고(이 때 반대한 것은 아라하타 칸손 1명 뿐이었다), 그와 동시에 미래에 당 재건 가능성을 고려하여 잔무정리를 위한 사무국이 설치되었다. 이것이 뷰로다. 이 뷰로를 구성한 것은 아오노 스에키치・사노 후미오・키타하라 타츠오・토쿠다 큐이치 4명이었다. 이후 제1차 일본공산당 결성의 중심이었던 야마카와 히토시는 방향전환론을 주장하는 뷰로와는 거리를 두게 되었고, 이 움직임이 이후 노농파가 된다.
1924년 5월 코민테른 제5회 대회가 개최되자 일본 대표로 가타야마 센, 부대표로 사노 마나부・토쿠다 큐이치・콘도 에이조 이렇게 네 명이 참여해서 일본에서의 공산당 해당을 보고했다. 코민테른은 이를 받아들이지 않고 즉시 당재건을 지시했다. 이에 따라 1925년 1월 그리고리 보이틴스키가 코민테른 극동부문 상해회의를 소집, 사노・토쿠다・아오노・아라하타가 참석했다. 여기서 「1월 테제(상해 테제)」가 만들어지고 공산당 재건이 결정되었다. 따라서 본래 잔무정리위원회였던 뷰로가 당재건을 위한 조직으로 개편되었다.
공산당 재건을 위한 뷰로 (1925년 8월-1926년 12월)
1월 테제에 의한 뷰로의 재편과 같은 시기, 뷰로와 별도로 당재건을 목표로 하는 ‘공산주의자 그룹’이 사노 마나부・이치카와 쇼이치・키타우라 센타로에 의해 결성되었다. 이러한 움직임에 따라 8월 "확대회의(拡大会議)"가 개최되면서 이 그룹이 재건뷰로 또는 코뮤니스트 뷰로로 재편되었다. 재건뷰로 위원장에 토쿠다, 정치부장에 사노, 청년부장은 키타우라, 관서담당에 아라하타가 취임했다.
그러나 1926년 봄 독일 유학에서 돌아온 신진경제학자 후쿠모토 카즈오가 야마구치 고상(현 야마구치대학 경제학부) 교수를 사직하고 상경해 뷰로에 참여했다. 대중운동과의 결합보다 당재건을 우선시하는 분리후결합론(分離⇒結合論)을 내세운 후쿠모토이즘이 급속히 영향력을 확대했다. 이 과정에서 아라하타는 후쿠모토 추종자들에게 강한 비난을 받고 공산당에서 이탈하여 야마카와 그룹에게 접근했다. 그해 말 고시키 온천에서 일본공산당 재건대회가 개최되었는데, 이 때 중심이 된 사람들은 모두 후쿠모토이즘에 강한 사상적 영향을 받은 사람들이었다.